# Stephan Engels
Stefan Engels (ur. 6 września 1960 w Niederkassel) – były niemiecki piłkarz, reprezentant kraju. Uczestnik Mundialu 1982.

## Kariera piłkarska
Przygodę z futbolem rozpoczynał w młodzieżowych zespołach TuS Mondorf i 1. FC Köln. W 1978 roku został przesunięty przez trenerów do pierwszego zespołu 1. FC Köln i podpisał z klubem kontrakt. W sumie w zespole występował przez dziesięć lat. W 1988 roku został piłkarzem Fortuny Köln. W 1990 roku zakończył karierę piłkarską.

## Kariera reprezentacyjna
W reprezentacji Niemiec zadebiutował w 1982 roku. Był powołany do kadry na Mundialu 1982, gdzie jego drużyna zajęła drugiem miejsce. Po tym turnieju był sporadycznie powoływany, by w 1983 roku zakończyć karierę reprezentacyjną.

## Kariera trenerska
W 1995 roku prowadził drużynę 1. FC Köln. W 1996 roku zrezygnował z funkcji. Na ławkę trenerską powrócił w 2004 roku, by poprowadzić zespół Viktorii Köln. W 2005 roku zakończył karierę trenerską.